# Yolanda Sey Asare
Yolanda Sey Asare   (Vic, 1991) és una actriu i cantant catalana.
Va créixer als Hostalets de Balenyà, que es troba a la comarca d'Osona i es graduà en Teatre Musical a l'Escola Superior d'Art Dramàtic Eòlia a Barcelona. Yolanda va formar un trio vocal juntament amb les seves dues germanes anomenat The Sey Sisters, que integra diferents estils de música africana. Va rebre el premi a la millor actriu de musical atorgat pels Premis de la Crítica 2019 per la seva actuació en La botiga dels horrors, una de les obres de teatre musical que hi havia participat. Les seves actuacions no es limiten només en el món del teatre, ja que ha actuat en diverses pel·lícules entre les quals destaca La dona il·legal.
Ha estat copresentadora de El llenguado, un programa de Televisió de Catalunya i també ha col·laborat a Planta baixa.